# 埃里克·拉马兹
埃里克·拉马兹（法語：Eric Lamaze，1968年4月17日—），加拿大男子马术运动员。他曾代表加拿大参加2008年、2012年和2016年夏季奥林匹克运动会马术比赛，获得一枚金牌、一枚银牌和一枚铜牌。